# Can Ponç (Riner)
Can Ponç és una masia situada al municipi de Riner, a la comarca catalana del Solsonès.